# Liste des routes transversales au Brésil
Note. Les codifications des États brésiliens sont les suivantes :

AC : Acre ; AL : Alagoas ; AM : Amazonas ; AP : Amapá ; BA : Bahia ; CE : Ceará ; DF : District Fédéral ; ES : Espírito Santo ; GO ; Goiás ; MA : Maranhão ; MG : Minas Gerais ; MS : Mato Grosso do Sul ; MT : Mato Grosso ; PA : Pará ; PB : Paraíba ; PE : Pernambouc ; PI : Piauí ; PR : Paraná ; RJ : Rio de Janeiro ; RN : Rio Grande do Norte ; RO : Rondônia ; RR : Roraima ; RS : Rio Grande do Sul ; SC : Santa Catarina ; SE : Sergipe ; SP : São Paulo ; TO : Tocantins.

## Liste des routes transversales
- BR-210 : Macapá (AP) - Cipó Pocó (AM), 2 454,700 km à travers les États de l'Amapá, du Pará, du Roraima et de l'Amazonas.
Détail du parcours et carte. (Certains tronçons sont inachevés ; voir les détails sous les liens)
- BR-222
- BR-226
- BR-230 (Transamazonienne) : Cabedelo (PB) - Benjamin Constant (AM), 4965,100 km à travers les États de la Paraíba, du Ceará, du Piauí, du Maranhão, du Tocantins, du Pará et d'Amazonas.
Détail du parcours et carte. (Certains tronçons sont inachevés ; voir les détails sous les liens)
- BR-232
- BR-235
- BR-242
- BR-251
- BR-259
- BR-262
- BR-265
- BR-267
- BR-272
- BR-277
- BR-280
- BR-282
- BR-283
- BR-285 : Araranguá (SC) - São Borja (RS), 740,300 km à travers les États de Santa Catarina et du Rio Grande do Sul.
Détail du parcours et carte.
- BR-287 : Montenengro (RS) - São Borja (RS), 537,300 km à travers l'État du Rio Grande do Sul.
Détail du parcours et carte.
- BR-290 (Free-Way) : Osório (RS) - Uruguaiana (RS), 726,400 km à travers l'État du Rio Grande do Sul.
Détail du parcours et carte.
- BR-293 : Pelotas (RS) - Uruguaiana (RS), 531,400 km à travers l'État du Rio Grande do Sul.
Détail du parcours et carte.